# طرابلس (فلم)
طرابلس (بالإنجليزية: Tripoli) هو فيلم مغامرات أمريكي أُنتج عام 1950 من تأليف وينستون ميلر، وإخراج ويل برايس.

## ملخص
تدور احداث الفيلم عن سرد خيالي لمعركة درنة التي وقعت كجزء من حرب طرابلس أو الحرب البربرية الأولى في أبريل عام 1805.

## ممثلون
- جون باين
- مورين أوهارا
- هوارد دا سيلفا
- فيليب ريد
- غرانت ويذرز
- لويل جيلمور
- كوني جيلكريست

## إنتاج
صدر الفيلم في 9 نوفمبر 1950 بواسطة شركة باراماونت بيكتشرز.

## وصلات خارجية
- طرابلس علي موقع IMDb